# Décès en 1028
Décès
- 1024
- 1025
- 1026
- 1027
- 1028
- 1029
- 1030
- 1031
- 1032

Cette page dresse une liste de personnalités mortes au cours de l'année 1028 :
- 3 janvier : Fujiwara no Michinaga, ministre de droite, examinateur des documents impériaux. En 996, il devient ministre de gauche.
- Mars : Guillaume IV d'Angoulême (Taillefer II), comte d'Angoulême.
- 7 mars : Bossuta Stefan, troisième archevêque de Gniezno.
- 31 mars : Lý Thái Tổ, roi du Đại Cồ Việt.
- 10 avril : Fulbert de Chartres, évêque de Chartres, professeur célébré, administrateur et bâtisseur.
- 5 mai : Alphonse V de León, au siège de Viseu.
- 11 novembre : Constantin VIII, empereur byzantin.
- 21 décembre : Erling Skjalgsson, chef politique norvégien.

- Abu Ja'far Muhammad (en), souverain Bawandide.
- Bagrat de Klarjéthie, ou Bagrat d'Artanoudji, prétendant au trône de Géorgie et roi auto-proclamé de Klarjéthie.
- Bossuta Stefan, archevêque de Gniezno.
- Bouchard II de Vendôme, dit le Chauve, comte de Vendôme.
- Guershom ben Yehouda, né à Metz en 960, fondateur d’une académie talmudique à Magenza (Mayence).
- Hammad ibn Bologhine, fondateur de la dynastie berbère Hammadide.
- Ilduara Mendes (en), comtesse portugaise.
- Landry de Nevers, comte de Nevers.
- Lin Bu (en), poète chinois.
- Liu Wenzhi (en), membre du gouvernement chinois.
- Qiwam ad-Dawla, gouverneur du Kermân.
- Sayyida Shirin (en), princesse Bawandide.
- Udo, prince des Abodrites.
- Ulf Thorgilsson, jarl de Danemark.
- Werner de Habsbourg, évêque de Strasbourg.

## Crédit d'auteurs
- Cet article est partiellement ou en totalité issu de l'article intitulé « 1028 » (voir la liste des auteurs).